# 瓦伊泰埃斯瓦兰科伊尔
瓦伊泰埃斯瓦兰科伊尔（Vaitheeswarankoil），是印度泰米尔纳德邦纳加帕蒂南县的一个城镇。总人口7522（2001年）。

## 人口
该地2001年总人口7522人，其中男性3796人，女性3726人；0—6岁人口796人，其中男412人，女384人；识字率73.13%，其中男性为79.64%，女性为66.51%。